# Hattjärnarna (Arvidsjaurs socken, Lappland, 728486-167250)
Hattjärnarna är en sjö i Arvidsjaurs kommun i Lappland och ingår i Åbyälvens huvudavrinningsområde.